# Reichswerke Hermann Göring
Reichswerke Hermann Göring (officiellt Reichswerke AG für Erzbergbau und Eisenhütten „Hermann Göring“) var en statsägd storkoncern inom järn-, vapen- och maskinindustrin som kontrollerades av Reichswirtschaftsministerium.
Reichswerke AG grundades 1937 för att utvinna och förädla den inhemska järnmalmsfyndighet som fanns i Salzgitter som privatägda stålbolag och gruvbolag ansåg vara oekonomiska att exploatera. Reichswerke Hermann Göring var bredvid IG Farben och Vereinigte Stahlwerke AG en av de största koncernerna i Tredje riket. Koncernen växte bland annat genom övertaganden av företag i av Nazityskland besatta områden som Alpine Montangesellschaft i Österrike och Škoda i Tjeckoslovakien. När företaget var som störst hade man över 600 000 anställda, varav över 50 % var tvångsarbetare 1943.